# Mačitevo
Mačitevo (cyr. Мачитево, alb. Maqitevë) – miejscowość w gminie Suva Reka w Kosowie. Niegdyś żyli tu przodkowie Karadziordziewiciów.

## Demografia
Według spisu ludności z 2011 wszyscy jej mieszkańcy są Albańczykami.
| Rok  | Liczba ludności |
| ---- | --------------- |
| 1948 | 543             |
| 1953 | 577             |
| 1961 | 626             |
| 1971 | 678             |
| 1981 | 631             |
| 1991 | 550             |
| 2011 | 424             |